# Образы (фильм)
«Образы» или «Виде́ния» (англ. Images) — психологический триллер американского режиссёра Роберта Олтмана, вышедший на экраны в 1972 году. Премьера состоялась в рамках конкурсной программы Каннского фестиваля. В фильме использованы отрывки из детской книги Сюзанны Йорк «В поисках единорогов».

## Сюжет
Семейная пара приезжает в свой загородный дом, расположенный в живописном и удалённом от цивилизации месте. Муж находится в хорошем расположении духа и не обращает внимания на то, что с его женой происходит нечто странное. Ей видится призрак бывшего любовника, погибшего несколько лет назад в авиакатастрофе. Вскоре ей начинает являться образ другого её возлюбленного, живущего неподалёку с 12-летней дочкой. Женщина желает избавиться от навязчивых видений, однако это приводит к трагическим результатам.

## В ролях
- Сюзанна Йорк — Кэтрин
- Рене Обержонуа — Хью
- Марсель Боццуффи — Рене
- Хью Миллэ — Марсель
- Кэтрин Хэррисон — Сюзанна
- Джон Морли — старик

## Награды и номинации
- 1972 — приз за лучшую женскую роль на Каннском кинофестивале (Сюзанна Йорк).
- 1973 — номинация на премию «Оскар» за лучшую оригинальную музыку (Джон Уильямс).
- 1973 — номинация на премию BAFTA за лучшую операторскую работу (Вилмош Жигмонд).
- 1973 — номинация на премию «Золотой глобус» за лучший англоязычный зарубежный фильм.
- 1973 — номинация на премию Гильдии сценаристов США за лучшую оригинальную драму (Роберт Олтмен).